# Plage Bonaparte
Cet article possède un paronyme, voir Place Bonaparte.
La plage Bonaparte, anciennement anse Cochat, est une plage située à Plouha, une commune du département des Côtes-d'Armor dans la région Bretagne en France.

## Géographie

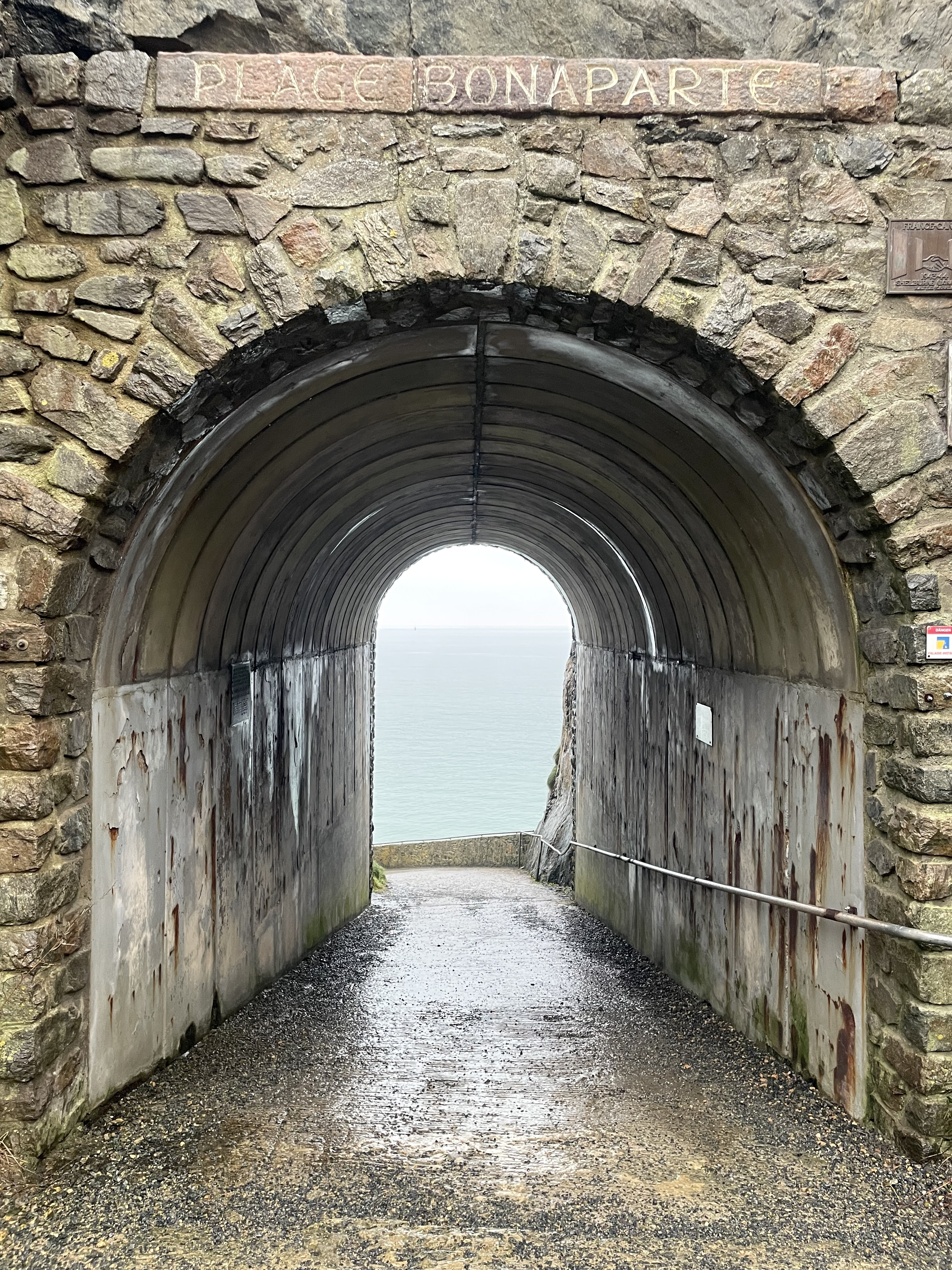
Entrée du tunnel piétonnier.

À marée haute, la plage Bonaparte est une plage de galets de 500 mètres de long séparée des terrains environnants par une barre rocheuse. Mais la marée basse fait apparaitre une belle plage de sable fin.
Un tunnel piétonnier a été ouvert pour faciliter son accès en 1973.

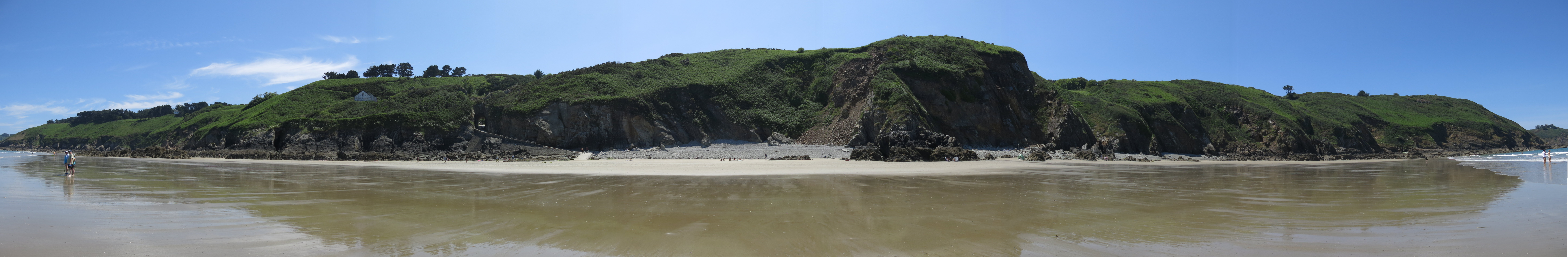
Panoramique de la plage.

## Histoire
Pendant la Seconde Guerre Mondiale, le Réseau Shelburn était un réseau chargé d'organiser l'évasion vers l'Angleterre d'aviateurs alliés abattus sur le continent avec l'aide de la Résistance française.
Les aviateurs étaient conduits en train vers Saint-Brieuc, Guingamp et Chatelaudren. Ils étaient munis de faux papiers avec des noms bretons. Toute une filière était organisée autour de Plouha pour les cacher et les nourrir.
Quand la radio de Londres émettait le message Bonjour à tous dans la maison d'Alphonse, cela annonçait une mission d'évacuation imminente vers l'Angleterre lors d'une nuit sans lune. Les aviateurs étaient rassemblés dans la maison de Jean et Marie Gicquel appelée la maison d'Alphonse. Il fallait alors parcourir deux kilomètres à pied de nuit sur un sentier de la falaise étroit, sineux et miné. Les consignes étaient très strictes : marcher en file indienne, tenir le vêtement de celui qui précédait, ne pas parler, ne pas fumer, déjouer l'odorat des chiens en marchant dans les ruisseaux.

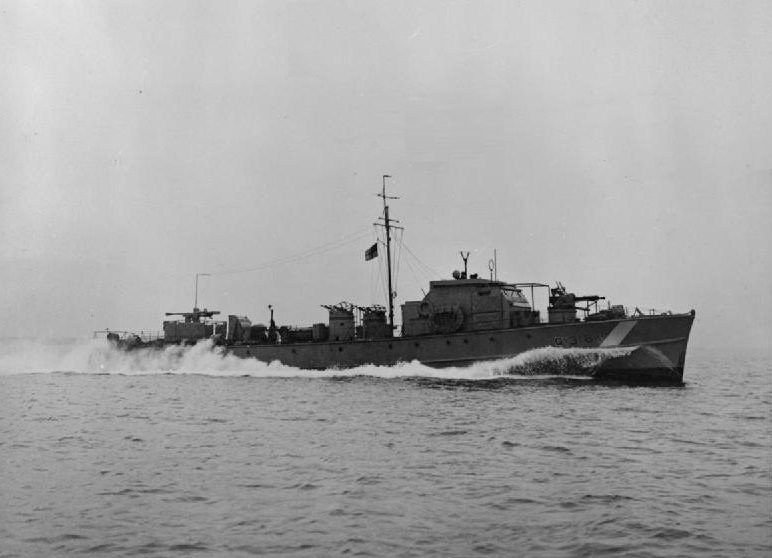
Un exemple de vedette rapide du type de celles utilisées pour l'évacuation.

À un signal donné, les hommes descendaient vers la plage en se laissant glisser sur les fesses. Il fallait ensuite avancer dans la mer jusqu'à la taille. Des barques les récupéraient pour les amener à 3 km de là vers une vedette rapide (en:motor gunboat) ancrée tous feux éteints à 3 km à la pointe de la tour. Les allemands qui disposaient d'un bunker en haut des falaises de l'anse Cochat ne s'aperçurent de rien. Il fallait ensuite 4 heures pour rejoindre le port anglais de Dartmouth.
Pendant ce temps, les passeurs du réseau repartaient en effaçant les traces et en remontant des valises chargées d'armes, de matériel radio et d'argent destinés au réseau qui avaient été déchargées lors de l'arrivée des embarcations.
La première évacuation eut lieu le 28 janvier 1944 avec 18 aviateurs. De janvier à août 1944, 8 évacuations permirent à 135 pilotes et 7 agents de rejoindre la Grande-Bretagne.
Le 24 juillet 1944, les allemands ayant eu des soupçons ont détruit au lance flammes la maison d'Alphonse, mais la famille Gicquel avait été évacuée auparavant.
En mémoire de ces opérations, l'anse Cochat a été rebaptisée "plage Bonaparte", du nom du code utilisé.
Une stèle commémorative a été implantée sur les lieux, ainsi qu'un panneau indicateur de la maison d'Alphonse. Les lieux sont visitables.

## Cinéma
En 2021, la plage sert de décor au tournage du diptyque Les Trois Mousquetaires : D'Artagnan et Les Trois Mousquetaires : Milady, prévu pour 2023.